# Colpodium colchicum
Colpodium colchicum är en gräsart som först beskrevs av Nicholas Michailovitj Albov, och fick sitt nu gällande namn av Jurij Nikolajevitj Voronov och Aleksandr Alfonsovitj Grossgejm. Colpodium colchicum ingår i släktet Colpodium, och familjen gräs. Inga underarter finns listade i Catalogue of Life.